# Pietro Colletta
Piotro Colleta (Nápoles, 23 de enero de 1775 - Florencia, 11 de noviembre de 1831) fue militar e historiador italiano.

## Biografía
Formó parte de la campaña contra los franceses a finales del siglo XVIII, adhiriéndose en 1799 a la República Partenopea. Fue juez de un tribunal especial contra los legitimistas borbónicos. Al retornar al trono Fernando I de Borbón fue encarcelado y condenado a muerte. Consiguió salvarse tras sobornar a varios jueces. Cuando los borbones fueron expulsados por las tropas napoleónicas y José I se convirtió en Rey de Nápoles, Colleta fue nombrado general. Firmaría el Tratado de Casalanza, por el cual se concretaba la devolución de Nápoles a los Borbones en 1815. Seis años después se exiliaría tras luchar contra los austriacos.
Como historiador escribió diversos libros como Storia del Reame di Napoli dal 1734 al 1825, publicada en 1834, tres años después de la muerte de Colleta.
- Datos: Q1936287
- Multimedia: Pietro Colletta / Q1936287